# Davide Grassi
Davide Grassi (Reggio nell'Emilia, 13 januari 1986) is een Italiaans voetballer die als verdediger speelt.
In het seizoen 2011/12 speelde hij in België voor FC Brussels. Vervolgens kwam hij steeds een seizoen uit voor achtereenvolgens Dundee FC, Aris Limassol en VfL Osnabrück. Op 1 september 2015 verbond hij zich aan Rapid Boekarest.

## Statistieken
| seizoen | club              | land      | competitie                  | wed | goals |
| ------- | ----------------- | --------- | --------------------------- | --- | ----- |
| 2005/06 | AC Cattolica      | Italië    | Eccellenza                  | 5   | 0     |
| 2006/07 | SC Bonifika       | Slovenië  | 2. slovenska nogometna liga | 23  | 1     |
| 2007/08 | UD Mérida         | Spanje    | Segunda División B          | 5   | 0     |
| 2008/09 | UD Mérida         | Spanje    | Segunda División B          | 4   | 0     |
| 2009/10 | → UE Sant Andreu  | Spanje    | Segunda División B          | 1   | 0     |
| 2009/10 | Aberdeen FC       | Schotland | Scottish Premier League     | 23  | 0     |
| 2010/11 | US Triestina      | Italië    | Serie B                     | 0   | 0     |
| 2010/11 | → Sorrento Calcio | Italië    | Lega Pro Prima Divisione    | 3   | 0     |
| 2011/12 | FC Brussels       | België    | Tweede klasse               | 33  | 1     |
|         |                   |           | Totaal                      | 118 | 2     |

Laatst bijgewerkt 06-05-12